# محمدرضا حریری
محمدرضا حریری (۱۳۰۶ – ۱۳۸۷) کارآفرین و نیکوکار ایرانی و از پیشگامان صنعت یونولیت در ایران بود. او بنیاد علمی محمدرضا حریری را در بابل برپا کرد و کاوشکده این بنیاد در بابل به نام او است.

## زندگی
او در سال ۱۳۰۶ در خانواده‌ای سنتی در بابل به دنیا آمد. پدرش بازاری بود و در چارسوق بزازی و فرش‌فروشی می‌کرد. مادرش خانه‌دار بود. محمدرضا فرزند ارشد خانواده بود و سه برادر دیگر و دو خواهر داشت.

### تحصیلات
پدر و مادر محمدرضا با سواد بودند و فرزندانشان را به مدرسه فرستادند و حتی برای فرزند سومشان که در همان سال‌های اولیه زندگی نابینا شده بود، مربی ویژه گرفتند و به ادامه تحصیل تشویقش کردند. محمدرضا حریری در دبستان ابتدایی تربیت در بابل درس خواند. تا سوم متوسطه (کلاس یازدهم) در دبیرستان شاهپور (امام خمینی فعلی) تحصیل کرد، سپس به تهران و دبیرستان دارالفنون رفت و در رشته ریاضی دیپلم گرفت و از همان‌جا به دانشکده صنعتی تهران (که آن وقت‌ها توسط آلمان‌ها اداره می‌شد) راه یافت و در رشته مهندسی شیمی فارغ‌التحصیل گردید. خودش می‌گوید: «من شاگرد اول شده بودم و آن زمان‌ها به شاگرد اول‌ها بورس تحصیلی در خارج می‌دادند که به من به علت شرکت در مبارزات سیاسی این بورس را ندادند. رئیس دانشکده در مقابل اسم من نوشت ایشان صلاحیت ندارد.»

### ورود به بازار کار
او به تحقیق و پژوهش‌هایی در زمینه شیمی پرداخت. آشنایی او با یک مهندس اتریشی (که در کارخانه داروگر شاغل بود)، تحولی در زندگی شغلی‌اش پدیدآورد. این مهندس اتریشی ماده اولیه‌ای به وزن یک کیلوگرم از آمریکا آورده بود که تحت شرایطی، منبسط می‌شد و این امکان را فراهم می‌ساخت تا از آن عایقی با وزن مخصوص خیلی کم و سبک ساخت.

### ساخت یونولیت و راه اندازی کارخانه
او با تمرین روی آن ماده اولیه (که یکی از انواع پلی استایرن‌ها بود)، توانست برای اولین بار در ایران پلاستوفومی بسازد که امروزه یونولیت نامیده می‌شود. همان موقع آن را به ثبت رساند و شرکت یونولیت را در مجیدیه تهران به راه انداخت و مدتی بعد آن را به هشتگرد کرج انتقال داد.

### خانواده
محمدرضا حریری با مهین فکری ازدواج کرد. فرزندان آنان سیامک، آرزو و امید هستند.

## تأسیس بنیاد علمی
بنیاد علمی حریری، توسط محمدرضا حریری در سال ۱۳۷۸ با هزینه شخصی و در زمینی به مساحت ۴۶۵۰ متر مربع و زیربنایی برابر ۱۶۵۰ متر مربع در شهر بابل تاسیس و فعالیت‌های خود را جهت گسترش علوم پایه و ارتقای کیفی سطح علمی دانشجویان مستعد آغاز کرد. این مرکز، به انواع امکانات و وسایل کمک آموزشی تجهیز شده و بر اساس سند رسمی و طبق موازین حقوقی، از سوی حریری به مردم هبه شده است.
محمدرضا حریری در مصاحبه‌ای که در مجله چیستا چاپ شد، گفت: «به این فکر افتادم که بیایم کاری جالب و انسانی بکنم. در زادگاه خودم با همکاری و هم‌فکری دکتر یوسف آزاد، یک انستیتو پژوهشی و تحقیقی سرطان درست کردیم. عده ای از پزشکان هم همکاری کردند. انواع میکروسکوپ‌ها و دستگاه‌های پزشکی لازم را خریدم … امید ما این بود که این مرکز بتواند انواع سرطان‌ها را در منطقه مازندران شناسایی و علت یابی کند. انستیتو مشغول به کار شد تا این که برای من گرفتاری سیاسی پیدا شد و رفتم زندان و کار ادامه پیدا نکرد.»
بنیاد علمی حریری شامل بخش‌های زیست‌شناسی، فیزیک و نجوم، کارگاه نرم‌افزار، شیمی، کشاورزی، الکترونیک، ریاضی، زمین‌شناسی، نانو فیزیک، بیوفیزیک، فیزیولوژی، لیزر پلاسما، هوافضا، طیف‌سنجی و کارگاه علمی است.

## روزهای واپسین
حریری در جلسات بنیاد شرکت می‌کرد و رهنمود می‌داد و کمک‌های مالی می‌کرد. محمدرضا حریری در سال ۱۳۸۷ دچار ضایعه مغزی شد. شش ماه در بیمارستان اختر تهران بستری و در حال مداوا بود و در سن ۸۱ سالگی درگذشت.